# S/2003 J 9
S/2003 J 9 je prirodni satelit planeta Jupiter iz grupe Carme, otkriven 2003. godine. Retrogradni nepravilni satelit s oko 1 kilometar u promjeru i orbitalnim periodom od 752.839 dana.